# Onthophagus terminatus
Onthophagus terminatus är en skalbaggsart som beskrevs av Johann Friedrich von Eschscholtz 1822. Onthophagus terminatus ingår i släktet Onthophagus och familjen bladhorningar. Inga underarter finns listade i Catalogue of Life.